# T-Commerce
T-Commerce bezeichnet den Handel bzw. die Abwicklung wirtschaftlicher Transaktionen über ein Fernsehgerät als Distributions- und Vermarktungsmedium. Im Sinne des Electronic Business wird T-Commerce daher als eines der Teilgebiete innerhalb des U-Commerce beschrieben.

## Überblick/Idee
T-Commerce ist ein neuer Vermarktungs- und Distributionskanal der zurzeit wenig entwickelt ist, aber nach Expertenmeinung neben M-Commerce und E-Commerce langfristig zur dritten digitalen Erlebniswelt werden kann. Technische Voraussetzung für T-Commerce ist neben einer Set-Top-Box ein digitaler Rückkanal. T-Commerce soll eine wirtschaftliche Basis von IPTV werden.
Bei T-Commerce blättern Kunden das Angebot eines Anbieters per Fernbedienung durch, legen die ausgewählten Artikel in einen Warenkorb und geben eine Bestellung zu den Produkten auf, die anschließend per Post geliefert werden. Die angebotenen Produkte können sich dabei direkt auf das Fernsehprogramm, in dessen Umfeld sie angeboten werden, beziehen. Darin liegt für Marktforscher der große Vorteil von T-Commerce.

## Arten/Produkte
Zum T-Commerce gehören auch bereits bekannte Produkte wie
- Bezahlfernsehen, Video-on-Demand (VoD) und Pay-per-View (PPV)
- sowie fernsehbasierte Produktverkäufe (Teleshopping, Direct-Response-TV)
- und fernsehbasierte Telefon-Mehrwertdienste (Call-In-Formate, Teletext-Chats etc.)
- und alle weiteren Transaktionen, die über das Fernsehgerät abrufbar sind.

## Entwicklung
- Mai 2001: Der US-Sender NBC testet erstmals Möglichkeiten des T-Commerce (Verkauf von Shirt des Serienstars in Werbepause führte zu 3000 Bestellungen).
- Der Gesamtumsatz aller  T-Commerce-Segmente (ohne Merchandising) betrug 2003 rund 2,7 Mrd. Euro.
- Seit 2004 in der deutschen Fernsehlandschaft fest etabliert (Verkauf von Klingeltönen, SMS-Games, Auktionen, Produktverkäufen). 2004 kamen beim Fernsehsender RTL mehr als 15 % des Umsatzes aus Aktivitäten außerhalb des üblichen TV-Geschäfts.

## Aktuelle Situation
- Ein einheitlicher Standard für „intelligente“ Fernsehgeräte mittlerweile gefunden, jedoch fehlende Verbreitung der entsprechenden Geräte bei den Konsumenten.
- Teleshopping-Anbieter machen Millionengewinne. Sender wie ZDF und RTL starten mit der Ausstrahlung interaktiver Sendungen.